# Grange Hill (stanice metra v Londýně)
Grange Hill je stanice metra v Londýně, otevřená 1. května 1903. V červenci 1944 byla opravena staniční kancelář, která byla později zrušena. V roce 1948 došlo k velké přestavbě. Mezi stanicí Grange Hill a Chigwell je tunel. Autobusovou dopravu zajišťují linky: 362, 462 a školní autobus 43. Stanice se nachází v přepravní zóně 4 a leží na lince:
- Central Line mezi stanicemi Hainault a Chigwell.

| Rok  | Počet cestujících |
| ---- | ----------------- |
| 2011 | 0,49 mil.         |
| 2012 | 0,54 mil.         |
| 2013 | 0,56 mil.         |
| 2014 | 0,60 mil.         |